# Взрыв в казарме Дила
Взрыв в казарме Дила (англ. Deal barracks bombing, ирл. Buamáil Deal) — террористический акт, устроенный Временной ИРА 22 сентября 1989 года в городе Дил (графство Кент, Англия). Взрыв произошёл в казармах Королевской морской пехоты, в частности, в здании Музыкальной школы. Здание было разрушено, в результате погибли 11 солдат и был ранен ещё 21 человек. Виновных в нападении не сумели отыскать.

## Предыстория
Музыкальная школа Королевской морской пехоты — профессиональное учебное заведение для музыкантов Оркестра Королевской морской пехоты. Туда зачисляют с возраста 16 лет, курс обучения длится 32 месяца. Выпускники учебного заведения также обучаются медицинскому делу. Основана школа была в Портсмуте в 1930 году, в Дил она перебралась в 1950 году. По состоянию на 1989 год школа находилась в ведении казарм Уолмер.
ИРА в 1980-е годы активизировалась с новой силой, продолжая теракты и нападая на военные объекты. Самыми громкими терактами в 1980-е годы, к которым были причастны ирландские националисты, стали взрыв в отеле Гранд-Брайтон в 1984 году с целью покушения на Маргарет Тэтчер и серия взрывов в Лондоне в 1982 году, целью которой был военный оркестр.

## Взрыв
В 8:27 по Лондону 22 сентября 1989 в комнате отдыха взорвалась 15-фунтовая бомба с часовым механизмом (иногда по ошибке утверждается, что бомба взорвалась прямо на сцене концертного зала). В результате взрыва комната была полностью разрушена, а от взрывной волны сотряслись стоящее рядом трёхэтажное здание отеля, все остальные здания базы и близлежащие гражданские дома. Взрыв был слышен в радиусе нескольких километров, вследствие чего были выбиты окна в центре Дила, а издалека даже был виден огромный столб дыма. Большинство учеников школы уже давно проснулись и проводили тренировки снаружи здания, когда прогремел взрыв. Они и были свидетелями разрушения здания: многие из них находились в состоянии шока в течение нескольких дней.
Некоторые из морских пехотинцев находились внутри здания и приняли на себя всю силу взрыва: в течение нескольких часов выжившие находились в ловушке под завалами, вследствие чего понадобилась специализированная военная техника, чтобы разобрать завалы. Служба скорой помощи Кента специально прекратила свою забастовку, чтобы помочь пострадавшим от взрыва. Десять человек, которые находились как раз на сцене, погибли на месте. Ещё одно тело было обнаружено на крыше находившегося рядом дома. 21 человек был ранен, всех их госпитализировали в больницы Дила и Кентербери. 18 октября от полученных ранений скончался 21-летний Кристофер Нолан. Троих из погибших похоронили на придорожном кладбище Гамильтон в Диле.

## Реакция

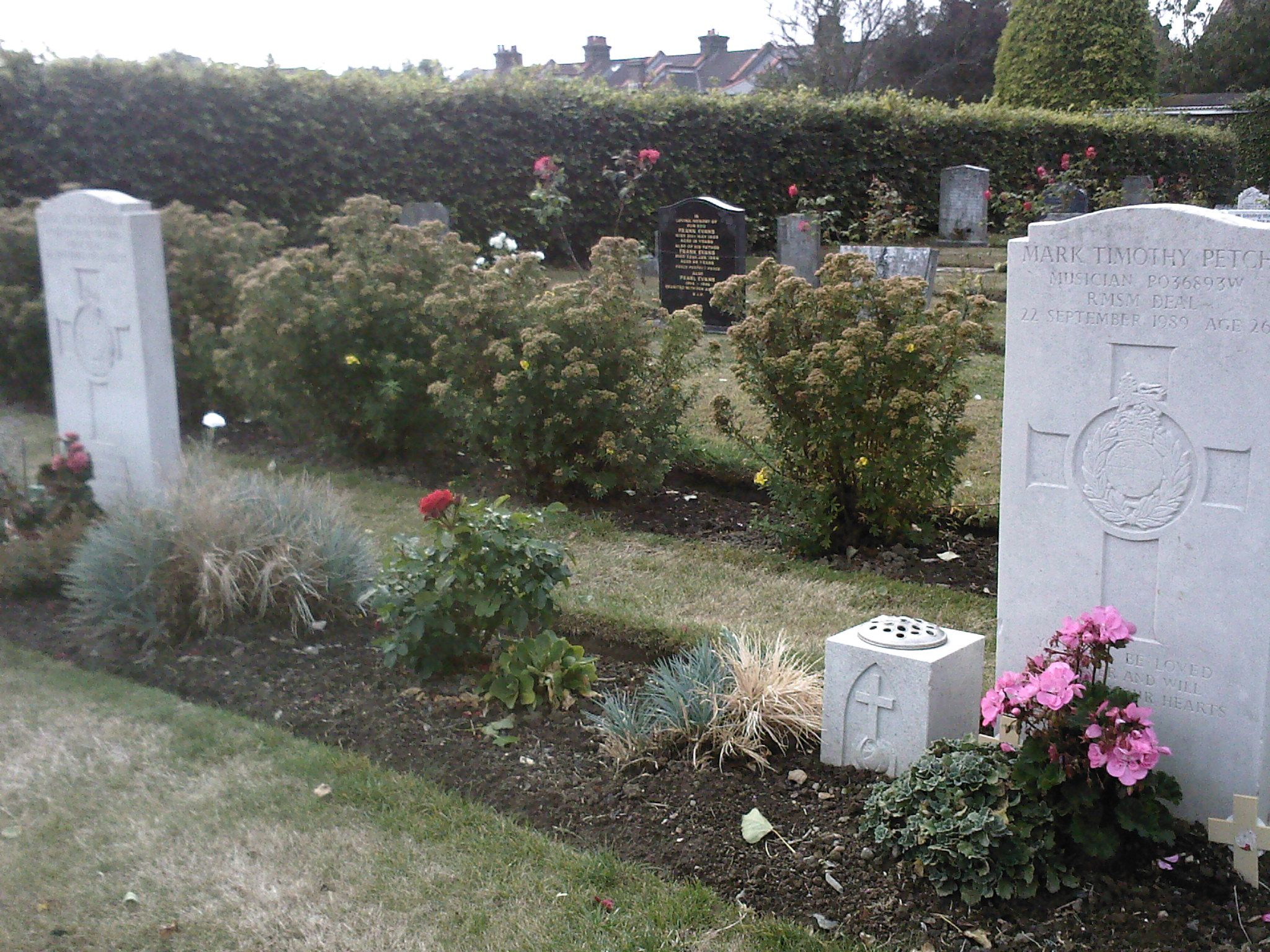
Могила Марка Петча, погибшего при взрыве

Ответственность на себя взяла ИРА, заявив, что это было продолжение военной кампании против британских солдат, которые располагались на территории Северной Ирландии с 1969 года. Взрыв стал шоком и национальной трагедией для множества жителей Великобритании, поскольку жертвами стали люди, которые вовсе не имели какой-либо военной подготовки, кроме оказания медицинской помощи раненым. Шоком для всех стал и тот факт, что большинство погибших и пострадавших были совсем юными.
Атаку ИРА осудило британское правительство: Маргарет Тэтчер, которая находилась с официальным визитом в СССР, заявила, что была шокирована случившимся и опечалена гибелью людей. Глава оппозиции Нил Киннок назвал атаку ужасным зверством и даже заявил, что не простит этого никому из поддерживающих ИРА. Верховный главнокомандующий морской пехотой лейтенант-генерал сэр Мартин Гаррод выступил по телевидению после теракта, выразившись крайне агрессивно в адрес организаторов взрыва и назвав их отбросом всей планеты и дав клятву уничтожить «эту тёмную злую силу». Так или иначе, но обвинения в подготовке взрыва никому не предъявили.
Вопросы вызвала система безопасности базы, поскольку отчасти поддерживалась частным охранным предприятием. Этот факт привёл к началу серии проверок всех военных баз и их систем безопасности, а также увольнению всех частных охранников и привлечению охраны из Морской пехоты.

## Память
Спустя неделю после теракта весь учебный персонал Музыкальной школы прошли маршем по городу Дил: им аплодировали тысячи находившихся на улицах людей. Символически моряки построились так, чтобы в их рядах были пустоты: это были те места, которые не заняли погибшие и пострадавшие. На Уолмер-Грин был установлен мемориал, посвящённый тем, кто хотел просто играть музыку. В 2003 году мемориал пострадал в результате серьёзного пожара, вскоре на его месте появился мемориальный парк. Здание бараков в Уолмере перестроено под жилые помещения для гражданских лиц после закрытия в 1990-е базы, а Музыкальная школа ныне базируется в Портсмуте. Ежегодно оркестр Королевской морской пехоты совершает памятный визит в Дил, чтобы отдать дань уважения погибшим. В июле 2009 года там состоялся концерт, на котором присутствовали тысячи зрителей.